# Animal aquàtic

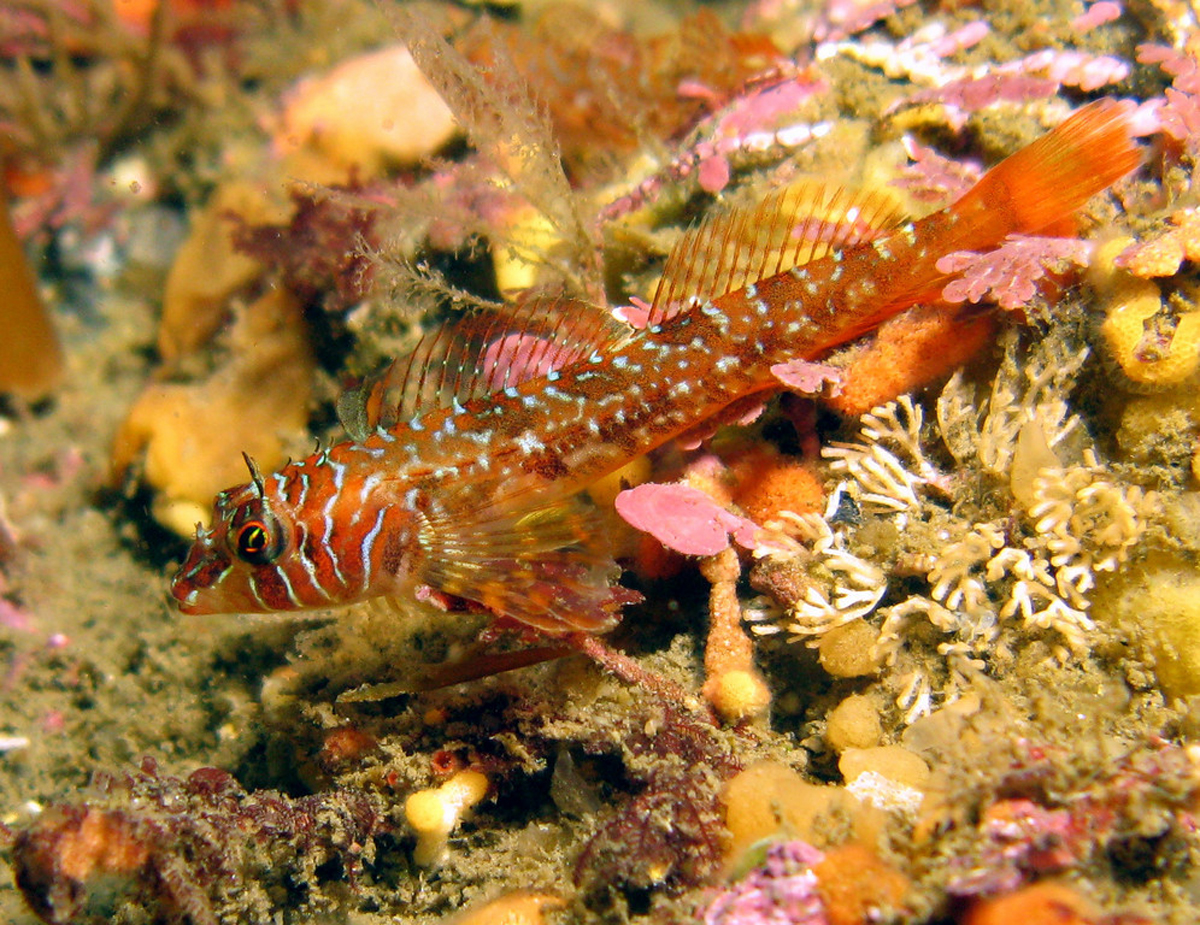
Longfin Sculpin (Jordania zonope)

Un animal aquàtic és un animal, vertebrat o invertebrat, que passa la major part o tota la seva vida a l'aigua. Alguns exemples dels invertebrats són els celenterats. Aquest embrancament es compon de les meduses, les anemones, els coralls i les hidres. Un altre tipus d'animals aquàtics invertebrats són els anèl·lids, que són cucs segmentats, dels quals hi ha tres classes diferents: els poliquets, els oligoquets i les sangoneres. Per exemple les llamprees són vertebrats pisciformes, és a dir, que només s'assemblen en la forma externa i aquests són uns representants vivents dels agnats, els vertebrats sense mandíbules, que porten la part anterior de el cos recoberta de grans plaques òssies, per la qual cosa han anomenat peixos cuirassats. Poden respirar l'aire o extreure l'oxigen que està dissolt a l'aigua a través d'òrgans especialitzats anomenats brànquies, o directament a través de la seva pell. Els entorn naturals i els animals que hi viuen es poden classificar com aquàtics o terrestres. Els animals que es traslladen amb facilitat de l'aigua a terra i viceversa es denominen amfibis. Quan els animals viuen en l'aigua, tenen adaptacions especials que els ajuden a sobreviure en un hàbitats aquàtics. Com més temps passa l'animal passa a l'aigua, més ràpid s'adapta al seu nou entorn. Hi ha moltes maneres de fer que un animal aquàtic s'adapti al seu hàbitat.
El terme aquàtic pot, en teoria, ser aplicat a animals que viuen tant en aigua dolça com en aigua de mar. No obstant això, l'adjectiu marí s'utilitza més comunament per descriure animals que viuen en aigua de mar, com són els oceans i els mars. Els animals aquàtics invasius necessiten un hàbitat aquàtic, encara que no tenen necessàriament que viure completament a l'aigua.
En les aigües dolces i salades viuen dues classes diferents de «peixos»: els que tenen l'esquelet fet de cartílag com els taurons, ratlles, etc. i els que el tenen d'os.
Els animals aquàtics, en especial els d'aigua dolça, són sovint un motiu especial de preocupació per als conservacionistes, donada la fragilitat dels seus hàbitats, a causa de la sobrepesca, la contaminació marina i el canvi climàtic.
La diversitat filogenètica dels animals aquàtics és molt superior a la que presenten els animals terrestres. Els onicòfors són l'únic embrancament d'animals que no té cap representant aquàtic.

## Animals aquàtics respiradors d'aire
A més d'aplicar-se a animals que respiren aigua, com els peixos o els mol·luscs, el terme animal aquàtic es pot aplicar als animals aquàtics que respiren per mitjà de pulmons, com els cetacis, els quals no poden sobreviure a terra, així com als mamífers quadrúpedes com la llúdria del Canadà i els castòrids.
Els animals aquàtics inclouen per exemple els ocells marins, com els làrids, els pelicans, els albatros i la major part dels anseriformes (ànecs, cignes i oques).
Els amfibis i animals amfibiòtics, com les granotes, encara que necessiten aigua, se separen en la seva classificació ambiental pròpia. La majoria dels amfibis presenten un estadi larvari aquàtic, com a capgròs, però d'adults viuen a terra, retornant a l'aigua per aparellar-se.
Alguns peixos han desenvolupat la capacitat de respirar aire per sobreviure en aigües poc oxigenades, com el pirarucú i l'espècie Clarias batrachus.
Els peixos ossis poden respirar l'oxigen atmosfèric perquè tenen dos pulmons, i també l'oxigen dissolt en l'aigua, en aquest cas per mitjà de les brànquies. Els orificis nasals externs donen a uns sacs on només resideix el sentit de l'olfacte en els altres peixos (els de taula).
Hi ha els peixos pulmonats o dipnous, que encara respiren oxigen de l'aire en les càlides basses d'Austràlia, Àfrica i Sud-amèrica quan la sequera fa que s'evapori l'aigua.